# Mali Kal (gmina Ivančna Gorica)
Mali Kal – wieś w Słowenii, w gminie Ivančna Gorica. W 2018 roku liczyła 13 mieszkańców.